# 福力 (津山市)
福力（ふくりき）は岡山県津山市にある地名。郵便番号は708-0857。

## 地理
肘川が北部を東西に流れ、西端で広戸川に合流する。合流地点の西に西吉田、肘川及び、肘川の広戸川への合流地点より北に新田が位置する。面積・人口ともに規模は小さいものの、福力荒神社大祭の存在により、旧正月の3日間は多くの人であふれかえる。

### 河川
- 広戸川
- 肘川

## 歴史

### 沿革
- 1889年6月1日 - 町村制施行により、勝南郡福力村が同郡金井村、中原村、新田村、西吉田村と合併、大崎村となる。福力村は大字福力となる。
- 1900年4月1日 - 勝南郡が勝北郡と合併し、勝田郡となる。
- 1954年7月1日 - 大崎村が周辺の村とともに津山市に編入される。

## 世帯数と人口
2021年（令和3年）1月1日現在の世帯数と人口は以下の通りである。
| 町丁 | 世帯数 | 人口  |
| ---- | ------ | ----- |
| 福力 | 91世帯 | 226人 |

## 小・中学校の学区
市立小・中学校に通う場合、学区は以下の通りとなる。
| 番地 | 小学校             | 中学校               |
| ---- | ------------------ | -------------------- |
| 全域 | 津山市立大崎小学校 | 津山市立津山東中学校 |

## 交通

### 道路
- 岡山県道412号福井美作大崎停車場線

### 鉄道
- JR姫新線美作大崎駅

## 施設
- 福力荒神社
- 津山市大崎公民館